# Колма ди Андорно (Бјела)
Колма ди Андорно (итал. Colma di Andorno) је насеље у Италији у округу Бјела, региону Пијемонт.
Према процени из 2011. у насељу је живело 35 становника. Насеље се налази на надморској висини од 691 м.